# Площадь Мужества (станция метро)
«Пло́щадь Му́жества» — станция Петербургского метрополитена. Расположена на Кировско-Выборгской линии, между станциями «Лесная» и «Политехническая».
Открыта 31 декабря 1975 года в составе участка «Лесная» — «Академическая». Названа по расположению у одноимённой площади.
Вместе с расположенной после неё станцией «Политехническая» является первой в мире односводчатой станцией глубокого заложения с островной платформой.

## Наземные сооружения
Наземный вестибюль станции выполнен по проекту архитекторов Е. М. Рапопорта, А. Я. Свирского и П. И. Юшканцева. Позднее к нему было пристроено здание по адресу Политехническая улица, 17. Из наземного вестибюля на улицу ведут два выхода: на площадь Мужества и во дворы Политехнической улицы, но выход во дворы был ликвидирован, оставлена только одна дверь.
В названии и оформлении станции увековечена память о мужестве защитников и жителей Ленинграда в годы Блокады.
В 2004 году была проведена замена освещения наземного вестибюля.

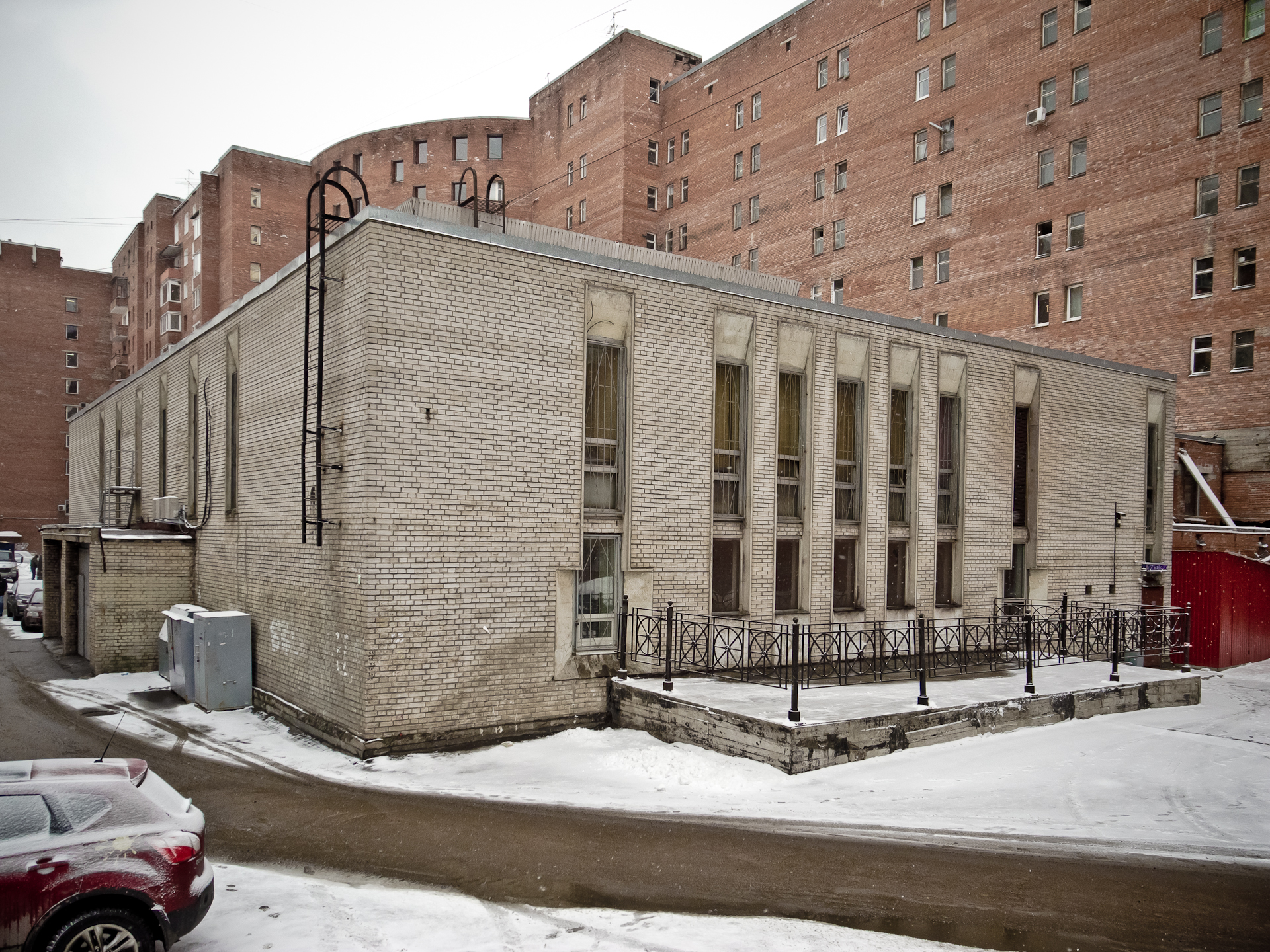
Павильон станции во дворе дома № 17 по Политехнической улице
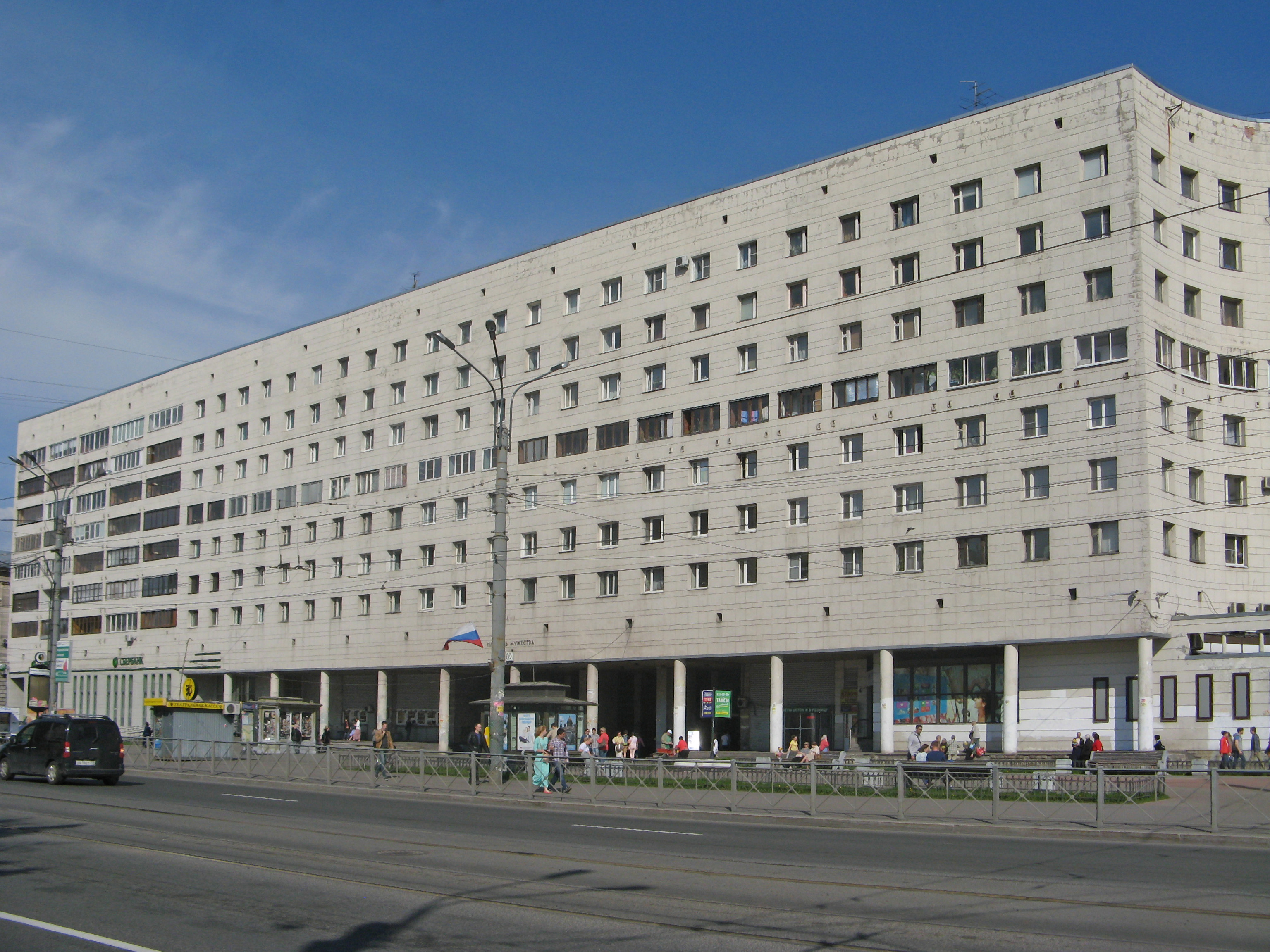
Дом № 17 по Политехнической улице
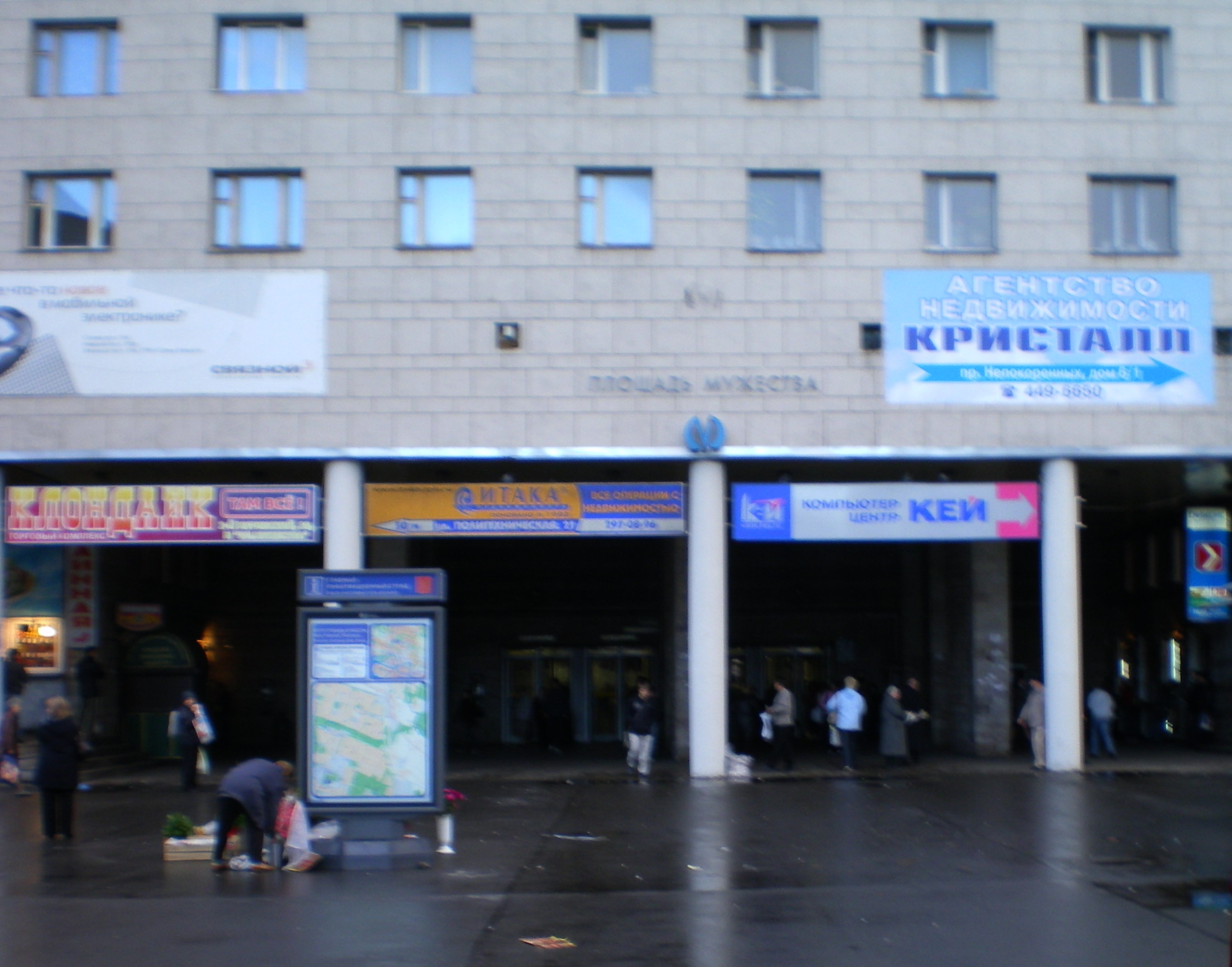
Вход в вестибюль со стороны Политехнической улицы

## Подземные сооружения
«Площадь Мужества» — односводчатая станция глубокого заложения (глубина ≈ 67 м), одна из первых двух в СССР данного типа (другая — «Политехническая»). Подземный зал сооружён по проекту архитекторов Л. Л. Шретера, Е. М. Рапопорта, А. Я. Свирского, Л. И. Шимаковского и П. И. Юшканцева.
Тематика станции посвящена героизму и стойкости ленинградцев в годы Великой Отечественной войны. Это связано с тем, что станция является ближайшей к Пискарёвскому мемориальному кладбищу. Путевые стены облицованы серым мрамором, пол выложен серым гранитом. Южный торец станции украшает надпись «СЛАВА ГЕРОЯМ ТЕБЯ ЛЕНИНГРАД ОТСТОЯВШИМ» (именно так, запятые в надписи отсутствуют). Противоположная, северная, торцевая стена покрыта алюминиевыми полосами с декоративной клёпкой, её венчает подсвеченная изнутри пятиконечная звезда из нержавеющей стали.
Освещение реализовано оригинальными светильниками, стилизованными под чаши вечного огня, установленными над путевыми зонами.
Светильники расположены группами по три штуки, но крайние (ближние к торцам станции) светильники собраны в группах по шесть штук.
Наклонный ход (выход со станции), содержащий три эскалатора, расположен в южном торце станции.
Освещают нижний эскалаторный зал натриевые лампы, расположенные над путями.
Бетонные сегменты свода подземных залов станций «Политехническая» и «Площадь мужества» были разработаны на Экспериментальном заводе Ленинграда. Они уникальны — толщина бетона «зонтов» составляет 20 мм. Незадолго до строительства этих станций перед Экспериментальным заводом была поставлена задача на основе задания Метростроя, тех. задания института ЛенЗНИИЭП разработать технологию, позволяющую в дальнейшем осуществлять массовое строительство станций подобного типа, что и было сделано.

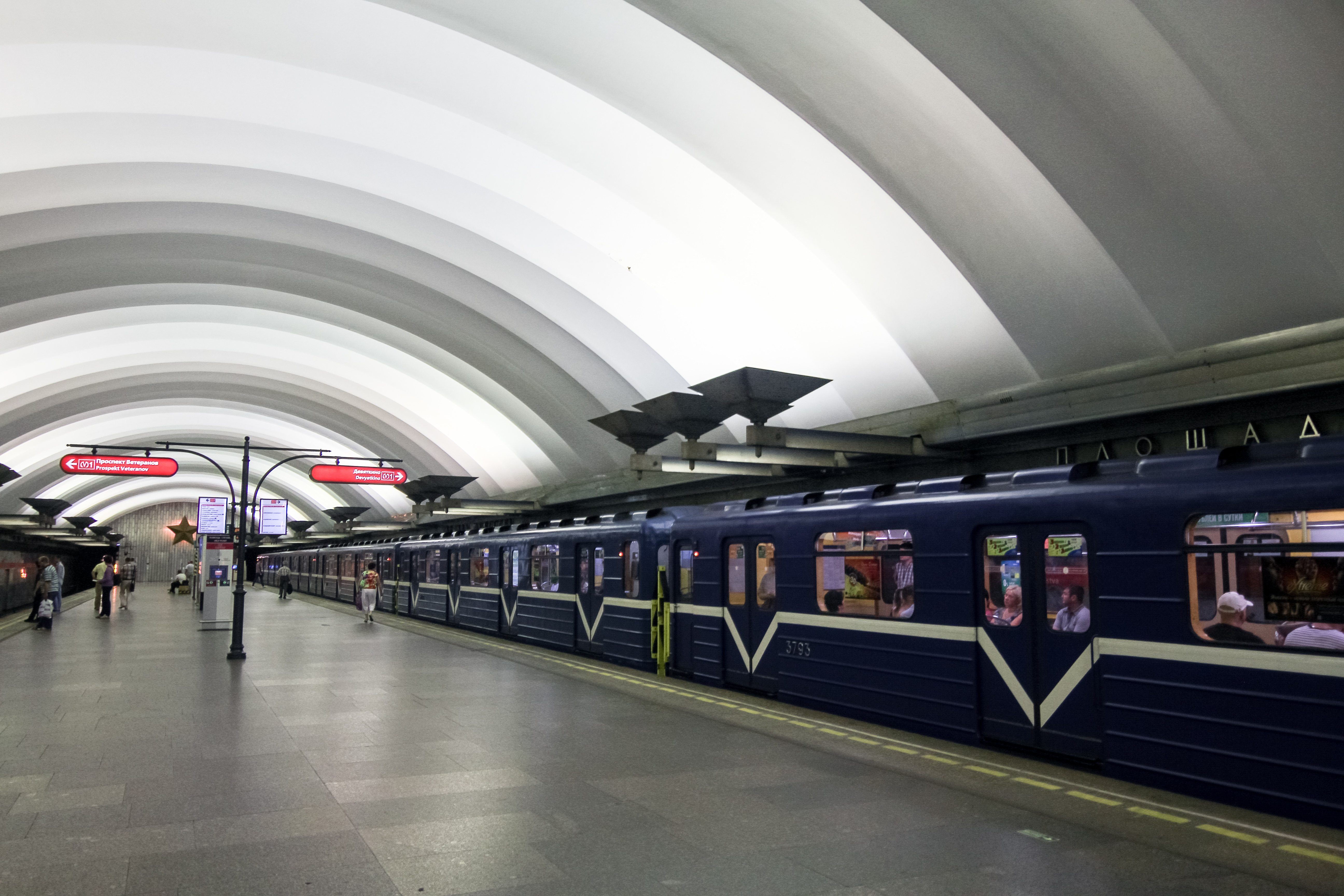
Поезд на станции
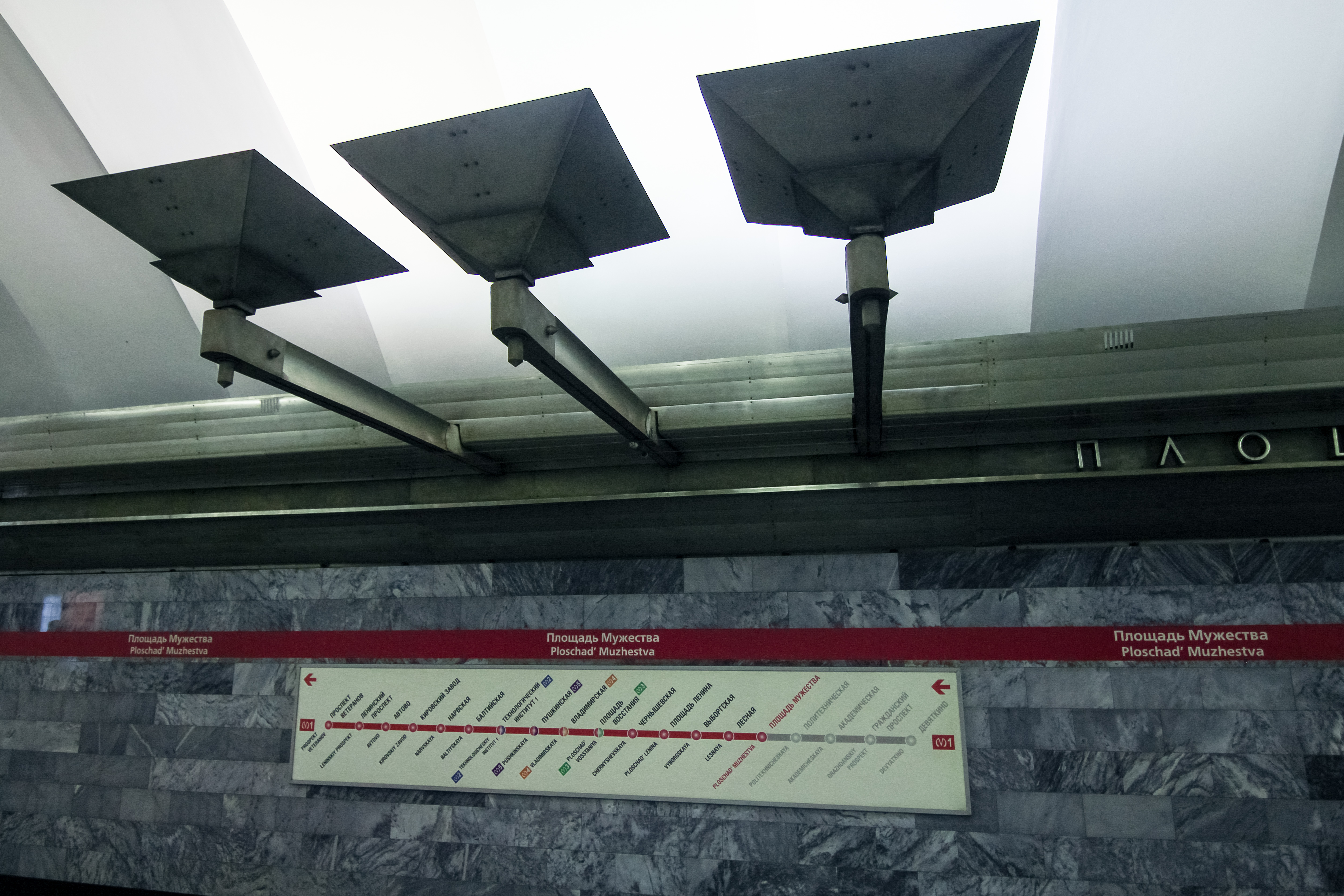
Светильники
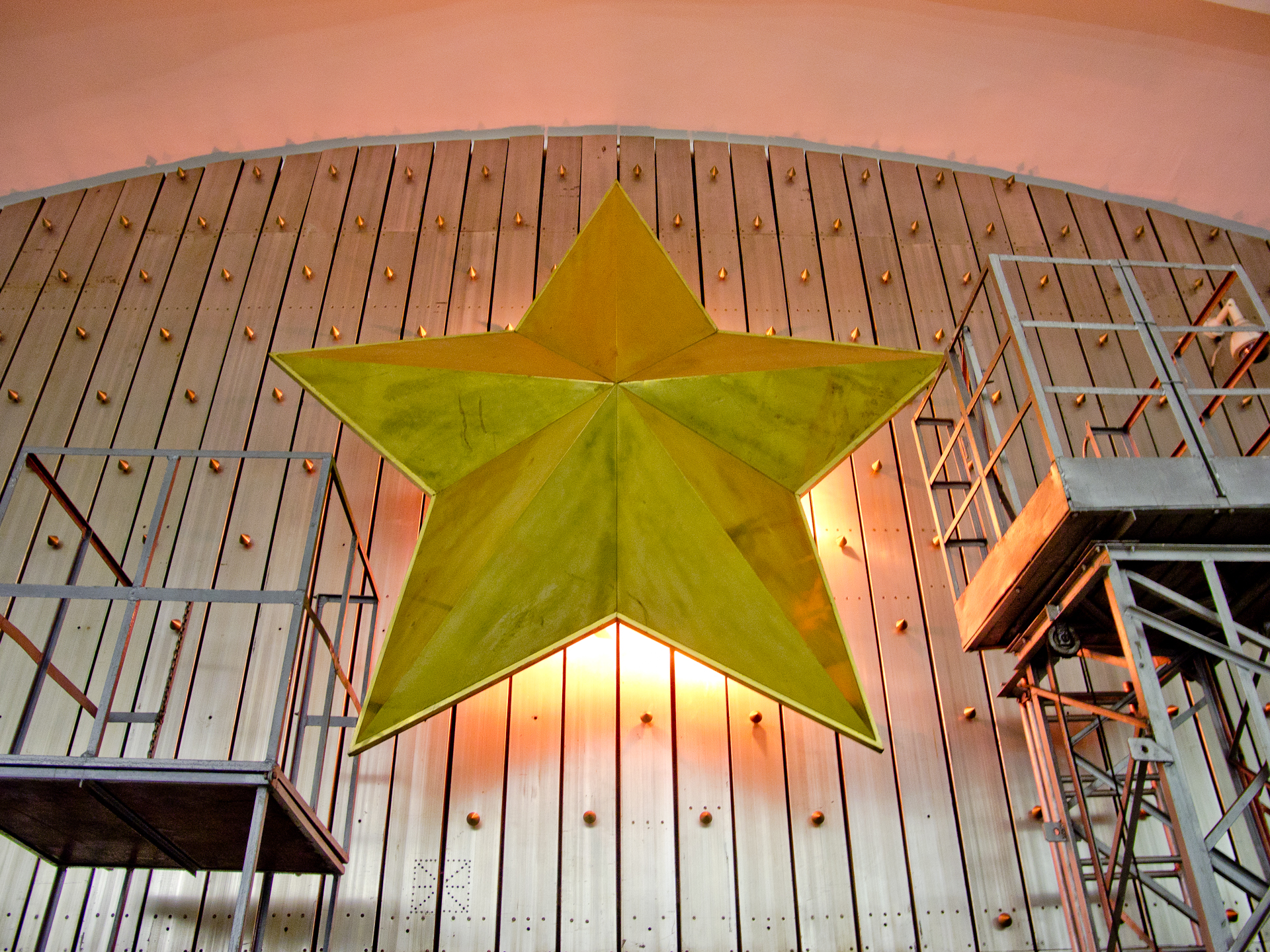
Звезда в торце зала

### Ремонт
В 2005 году к 60-летию Победы на станции был проведён косметический ремонт: южная торцевая стена была обшита композитными панелями, надпись над выходом в город была отреставрирована и позолочена.
В 2010 году проведена замена облицовки путевых стен. Необходимость такого ремонта руководство метрополитена объяснило появлением трещин в отделке путевых стен (в первую очередь — на консолях светильников).
В 2017 году произведена замена освещения, увеличена яркость светильников.
В апреле 2022 года начата замена светильников на эскалаторном ходе.

## Путевое развитие
Ещё при строительстве станции севернее был предусмотрен пошёрстный съезд между главными путями, так как планировалось, что именно эта станция должна была стать конечной. Планы были изменены в связи с размывом 1974 года, в результате которого конечной стала станция «Лесная». Ликвидация последствий аварии производилась одновременно со строительством следующего участка линии, поэтому при открытии станции конечной стала «Академическая», однако оборотный тоннель за «Площадью Мужества» всё же был сооружён (без путей), как оказалось позже, не зря.
В 1995 году произошёл новый размыв. В связи с этим, с 6 по 25 декабря 1995 года, в оборотном тоннеле были смонтированы рельсы для возможности оборота поездов. По съезду осуществлялось пассажирское движение — на станции использовался только 2-й главный путь. Накануне восстановления сквозного движения по линии, с 11 по 20 июня 2004 года, пути в оборотном тоннеле были разобраны за ненадобностью.
С этой станцией связан автобус маршрута № 80, который во время «размыва» курсировал между «Лесной» и «Площадью Мужества». После ликвидации аварии власти обещали в память об этом обстоятельстве больше не присваивать автобусным маршрутам Санкт-Петербурга этот номер. Это решение, однако, соблюдалось не более десяти лет.

## Наземный общественный транспорт

#### Автобусы
| №   | Пересадки                                                            | Конечный пункт 1              | Конечный пункт 2           |
| --- | -------------------------------------------------------------------- | ----------------------------- | -------------------------- |
| 9   | Пионерская                                                           | Коломяги, автобусный парк № 2 | Площадь Мужества           |
| 40  | Удельная Академическая                                               | Коломяги, автобусный парк № 2 | проспект Культуры          |
| 80  | Озерки                                                               | улица Жени Егоровой           | Пискарёвка                 |
| 123 | Озерки Пискарёвка                                                    | улица Жени Егоровой           | Ладожская Ладожский вокзал |
| 138 | -                                                                    | Площадь Мужества              | Крематорий                 |
| 222 | -                                                                    | Удельная                      | Ладожская Ладожский вокзал |
| 250 | -                                                                    | Черная речка                  | Ручьи                      |
| 251 | Лесная Кушелевка                                                     | Выборгская                    | Придорожная аллея          |
| 271 | Политехническая Проспект Просвещения Парнас                          | Ладожская Ладожский вокзал    | Толубеевский проезд        |
| 275 | Проспект Просвещения Политехническая Лесная Петроградская Спортивная | Улица Жени Егоровой           | Василеостровская           |
| 294 | Академическая Политехническая Пионерская Комендантский Проспект      | Ручьи                         | Старая Деревня             |
| 399 | Политехническая                                                      | Площадь Мужества              | Бугры                      |

#### Троллейбусы
| №  | Пересадки                                                               | Конечный пункт 1       | Конечный пункт 2            |
| -- | ----------------------------------------------------------------------- | ---------------------- | --------------------------- |
| 4  | Политехническая                                                         | Придорожная аллея      | Площадь Мужества            |
| 6  | Гражданский проспект Академическая                                      | Суздальский проспект   | Чёрная речка                |
| 21 | Гражданский проспект Академическая Политехническая Проспект Просвещения | Светлановский проспект | Орлово-Денисовский проспект |
| 51 | ‎ Парнас Проспект Просвещения Политехническая                            | Толубеевский проезд    | Суздальский проспект        |

#### Трамваи
| №  | Пересадки                                                                                                  | Конечный пункт 1     | Конечный пункт 2 |
| -- | --- | -------------------- | ---------------- |
| 38 | Ручьи Академическая Политехническая                                                                        | Пискарёвка           | Кушелевка        |
| 40 | Политехническая Ланская Чёрная речка Петроградская Горьковская Спортивная Василеостровская Горный институт | Тихорецкий проспект  | Детская улица    |
| 55 | Проспект Просвещения Политехническая Пионерская Комендантский проспект                                     | Придорожная аллея    | улица Шаврова    |
| 61 | Политехническая Кушелевка Лесная                                                                           | Суздальский проспект | Выборгская       |

## Станция в цифрах
Таблица времени прохождения первого поезда через станцию:
|                                     | По чётным числам | По нечётным числам |
| В сторону станции «Политехническая» | 6:06             | 6:06               |
| В сторону станции «Лесная»          | 5:45             | 5:45               |

## В компьютерных играх
Под «Площадь Мужества» вместе со станцией Московского метрополитена стилизована вымышленная станция «Садовая» (само название реально) на карте вымышленной линии «М2» в дополнении (моде) «Metrostroi Subway Simulator» к игре «Garry's Mod» в Steam, «игроками-энтузиастами» смоделирована и подключена к системе СЦБ с основным средством сигнализации в виде автоблокировки со светофорами и защитными участками, дополненной АЛС-АРС и функционирует в виде аддонов в Steam Workshop. Дополнение отличается от других компьютерных симуляторов поезда высокой реалистичностью.